# Johann Baptist Fuchs (Offizier)
Johann Baptist Fuchs, genannt Hans (* 8. Juni 1877 in Regensburg; † 18. November 1938 in München) war ein deutscher Offizier, Polizist und SA-Führer, zuletzt im Rang eines Obergruppenführers.

## Leben
Fuchs, Sohn eines Eisenbahnbediensteten, besuchte ein humanistisches Gymnasium und schloss seine Schullaufbahn mit dem Abitur ab. Anschließend besuchte er in München die Kriegsschule und diente ab 1899 als Berufsoffizier im 17. Infanterie-Regiment „Orff“ der Bayerischen Armee. Ab 1914 nahm er als Hauptmann am Ersten Weltkrieg teil und war während des Krieges bei einer preußischen und mehreren bayerischen Einheiten, u. a. als Bataillonskommandeur und zuletzt als Generalstabsoffizier, eingesetzt. Hochdekoriert betätigte er sich nach Kriegsende als Stabschef beim Freikorps Bamberg und Bataillonskommandeur beim Wehrregiment München.
Im Rang eines Majors wurde er im Herbst 1919 aus dem Militärdienst entlassen. Anfang Oktober 1919 trat Fuchs in die staatliche Polizeiwehr Bayerns ein, die spätere Bayerische Landespolizei, wo er bis Februar 1923 als Stabschef eingesetzt war. Danach war er im Rang eines Polizeimajors bis November 1923 Referent bei den Abschnitts-Kommandos II und III der Landespolizei München. Mitte November 1923 wechselte er zum Kommando der Landespolizei Ansbach und schied dort aufgrund von Dienstuntauglichkeit Ende Oktober 1925 aus dem Polizeidienst aus. Nebenbei studierte er von 1923 bis 1925 Rechts- und Staatswissenschaften an der Universität München. Danach war er bis 1931 als selbstständiger Geschäftsmann tätig.
Fuchs, der bereits im November 1923 am Hitler-Putsch teilgenommen hatte, trat zum 1. Februar 1931 der NSDAP bei (Mitgliedsnummer 411.570). Zeitgleich wurde er im Rang eines Gruppenführers Mitglied der SA und hauptamtlicher SA-Führer beim Stab der Obersten SA-Führung (OSAF), wo er bis Mitte März 1933 den Quartiermeisterstab leitete. Zusätzlich führte er von Februar 1933 bis März 1933 die SA-Gruppe Hochland in München. Von Mitte März 1933 bis Ende Dezember 1933 war er beim Bayerischen Staatsministerium des Innern als Sonderkommissar der Hilfspolizei eingesetzt. Fuchs, der Anfang April 1933 erneut im Rang eines Polizeiobersten in die bayerische Landespolizei eingetreten war, war von Anfang Mai 1933 bis Ende August 1933 für die OSAF als Sonderkommissar für die bayerische Sicherheitspolizei beim Staatsministerium des Innern tätig. Nachdem er Anfang September 1933 aus dem Polizeidienst wieder ausgeschieden war, fungierte er bis November 1934 als Sonderkommissar der OSAF für Bayern. Seit dem 9. November 1933 bekleidete er den Rang eines SA-Obergruppenführers. Ab Anfang Mai 1935 war er Beauftragter der OSAF für das Siedlungswesen beim Stab des Stellvertreters des Führers und gehörte ab Mai 1937 dem SA-Führerkorps an.